# 영랑동
영랑동(永朗洞)은 대한민국 강원특별자치도 속초시의 동이다. 영랑동은 신라시대 화랑인 영랑(永郞)이 배를 타고 놀았다는 영랑호에 인접했다 하여 명명을 하였다.

## 개요
영랑동은 중심도로인 국도 제7호선을 끼고 농업과 어업, 상업 등의 다양한 산업분포를 이루고 있으며, 청정해역을 자랑하는 동해안으로는 관광객의 입맛을 돋우는 횟집타운이 소재하고 있어 지역경제의 중추적인 기능을 담당하고 있다.

## 법정동
- 영랑동
- 장사동
- 동명동

## 교육
- 영랑초등학교
- 속초청해학교
- 속초고등학교

## 주거
오피스텔
- HDC현대산업개발 속초 아이파크 스위트 (영랑동) : 입주미정.

## 문화
- 영랑동 선사유적